# Eurobowl
Der Eurobowl war ein jährlich ausgetragenes American-Football-Spiel, bei dem über viele Jahre hinweg die beste europäische Vereinsmannschaft ermittelt wurde. Bis 2013 war der Eurobowl das Finale der European Football League (EFL). Zwischen 2014 und 2018 wurde er als Endspiel um die Big6 European Football League (Big6) ausgespielt. Ausrichter war zunächst die European Federation of American Football (EFAF) später dann die German Football League International. Der Sieger erhielt von 1989 bis 1999 die Ulrico-Lucarelli-Trophy, benannt nach dem ehemaligen italienischen Verbandspräsidenten Ulrico Lucarelli († 27. April 1990), zuvor hieß die Trophäe Goldener Helm. Seit 2000 gab es keinen Wanderpokal mehr. Der erste Eurobowl wurde 1986 gespielt. Die letztmalige Austragung des Eurobowl war 2019, als nur zwei Mannschaften überhaupt meldeten und so kein vorheriger Wettbewerb stattfand.

## Historie
Die ersten beiden Eurobowl wurden von finnischen Teams gewonnen. Insgesamt haben 15 Mannschaften aus sieben Ländern den Eurobowl gewonnen. Rekordsieger sind die New Yorker Lions Braunschweig mit sechs Eurobowl-Siegen. Die Vienna Vikings konnten den Wettbewerb fünfmal gewinnen. Jeweils drei Mal waren die Swarco Raiders Tirol, die Hamburg Blue Devils und die Bergamo Lions erfolgreich. Insgesamt ging der Titel 13 Mal an Deutschland, wobei bei den letzten drei Austragungen keine wirklichen Spitzenteams außerhalb Deutschlands mehr am Eurobowl teilnahmen. Teams aus Österreich sammelten acht Titel und Italien konnte vier Siege verbuchen.
Von 2012 bis 2014 wurde das Endspiel um den bedeutendsten europäischen Titel im American Football auf Vereinsebene von Eurosport 2 live übertragen.
Mit der Saison 2014 löste die Big6 European Football League den bisherigen Wettbewerb zur Ermittlung des Eurobowl-Siegers ab. Die Berlin Adler setzten sich in diesem neuen Modus als erstes Team durch und konnten so ihren zweiten Titel insgesamt feiern. In den weiteren vier Jahren gewannen jeweils die Lions aus Braunschweig, die damit zum Rekordsieger aufstiegen. Im letzten dieser Jahre sank jedoch das Interesse am Wettbewerb und es nahmen nur noch vier Teams daran teil.
Im Jahr 2019 traten dann nur noch zwei Mannschaften an, die den Eurobowl direkt austrugen. Es war zugleich die letzte Austragung der Eurobowls.

## Eurobowls

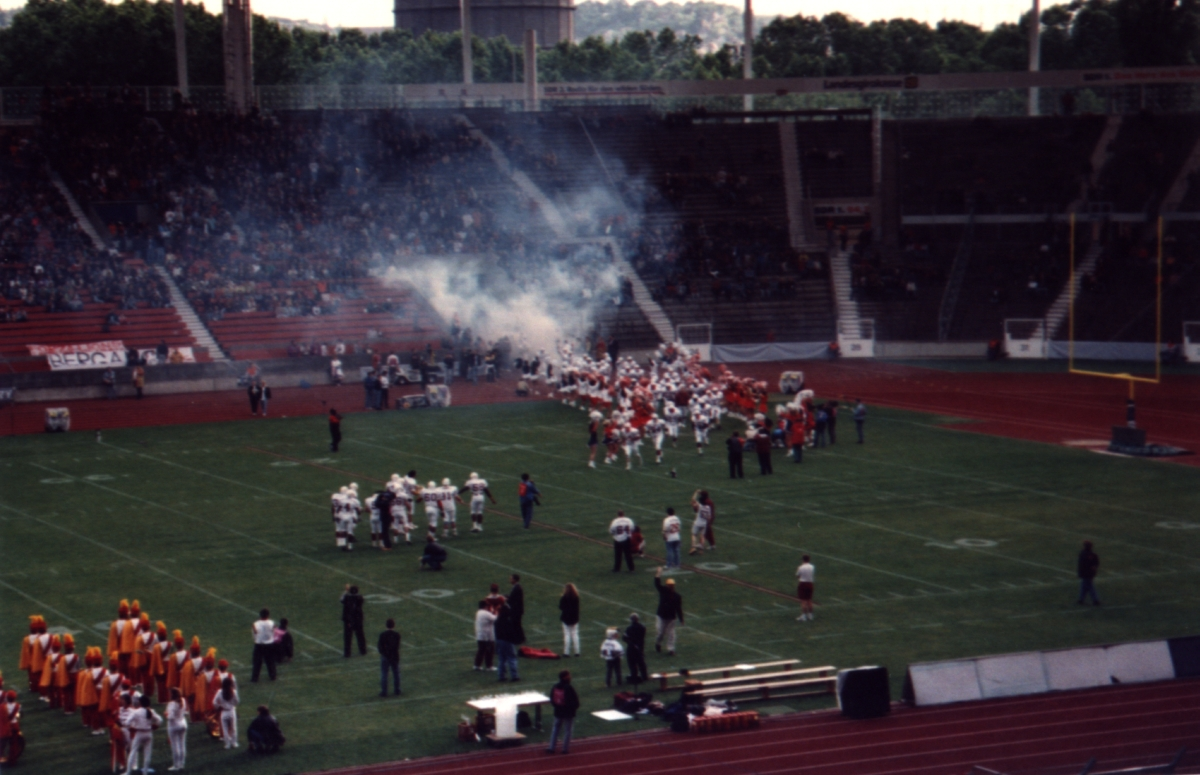
Die London Olympians kommen aufs Feld, Stuttgart 1994

Endstand des Eurobowl VIII, Stuttgart 1994

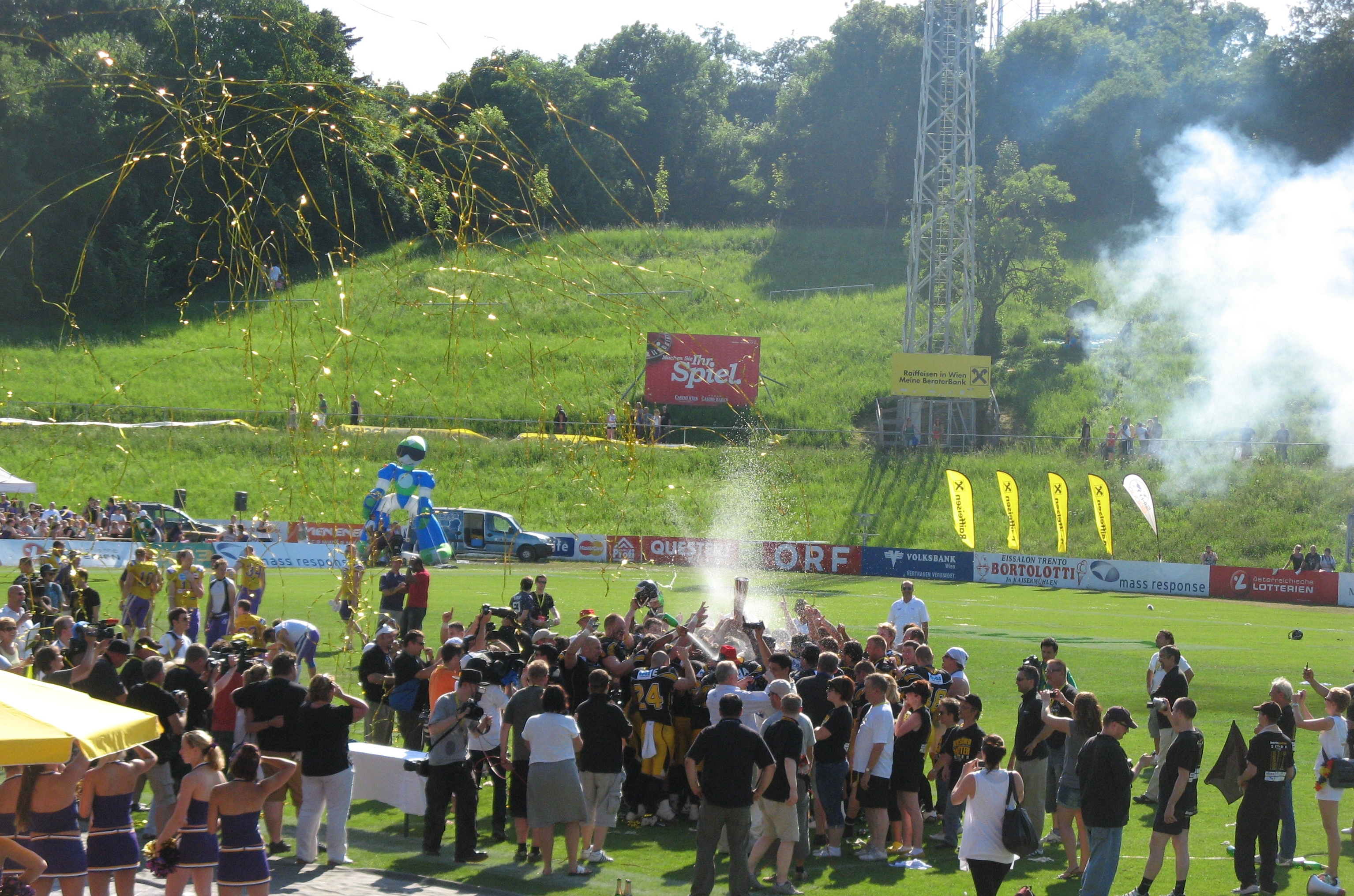
Siegesfeier der Berlin Adler beim Sieg im Eurobowl XXIV, Wien 2010

| Nr.                           | Saison                   | Sieger                        | Vize                          | Ergebnis                 | Ort                      | Stadion                               | Zuschauer                | MVP                                      |
| European Football League      | European Football League | European Football League      | European Football League      | European Football League | European Football League | European Football League              | European Football League | European Football League                 |
| ----------------------------- | ------------------------ | ----------------------------- | ----------------------------- | ------------------------ | ------------------------ | ------------------------------------- | ------------------------ | ---------------------------------------- |
| I                             | 1986                     | TAFT Vantaa                   | Bologna Doves                 | 20:16                    | Amsterdam                | Olympiastadion                        | 2.000                    |                                          |
| II                            | 1988                     | Helsinki Roosters             | Amsterdam Crusaders           | 35:14                    | London                   | Crystal Palace National Sports Centre | 15.500                   | Mike Kane (HR)                           |
| III                           | 1989                     | Legnano Frogs                 | Amsterdam Crusaders           | 27:23                    | Legnano                  | Stadio Giovanni Mari                  | 4.500                    |                                          |
| IV                            | 1990                     | Manchester Spartans           | Legnano Frogs                 | 34:22                    | Rimini                   | Stadio Romeo Neri                     | 300                      |                                          |
| V                             | 1991                     | Amsterdam Crusaders           | Berlin Adler                  | 21:20                    | Offenbach                | Stadion am Bieberer Berg              |                          |                                          |
| VI                            | 1992                     | Amsterdam Crusaders           | Giaguari Torino               | 42:24                    | Uppsala                  | Studenternas IP                       | 3.000                    |                                          |
| VII                           | 1993                     | London Olympians              | Amsterdam Crusaders           | 42:21                    | Brüssel                  | Heysel-Stadion                        | 6.000                    | Richard Dunkley (LO)                     |
| VIII                          | 1994                     | London Olympians              | Bergamo Lions                 | 26:23                    | Stuttgart                | Gottlieb-Daimler-Stadion              | 16.850                   |                                          |
| IX                            | 1995                     | Düsseldorf Panther            | London Olympians              | 21:14                    | Stuttgart                | Gottlieb-Daimler-Stadion              | 20.548                   | Francesco Mavaro (DP)                    |
| X                             | 1996                     | Hamburg Blue Devils           | Aix-en-Provence Argonautes    | 21:14                    | Stuttgart                | Gottlieb-Daimler-Stadion              | 17.000                   |                                          |
| XI                            | 1997                     | Hamburg Blue Devils           | Bologna Phoenix               | 35:14                    | Stuttgart                | Gottlieb-Daimler-Stadion              | 16.800                   |                                          |
| XII                           | 1998                     | Hamburg Blue Devils           | La Courneuve Flash            | 38:19                    | Hamburg                  | Millerntor-Stadion                    | 12.000                   |                                          |
| XIII                          | 1999                     | Braunschweig Lions            | Hamburg Blue Devils           | 27:23                    | Hamburg                  | Volksparkstadion                      | 20.900                   |                                          |
| XIV                           | 2000                     | Bergamo Lions                 | Hamburg Blue Devils           | 42:20                    | Hamburg                  | Volksparkstadion                      | 13.200                   | Tyrone Rush (BL), Babak Movassaghi (HBD) |
| XV                            | 2001                     | Bergamo Lions                 | Chrysler Vikings Vienna       | 28:11                    | Wien                     | Stadion Hohe Warte                    | 6.500                    |                                          |
| XVI                           | 2002                     | Bergamo Lions                 | Braunschweig Lions            | 27:20                    | Braunschweig             | Stadion an der Hamburger Straße       | 8.741                    |                                          |
| XVII                          | 2003                     | Braunschweig Lions            | Chrysler Vikings Vienna       | 21:14                    | Braunschweig             | Stadion an der Hamburger Straße       | 7.878                    | Kim Kuci                                 |
| XVIII                         | 2004                     | Chrysler Vikings Vienna       | Bergamo Lions                 | 53:20                    | Wien                     | Stadion Hohe Warte                    | 7.000                    |                                          |
| XIX                           | 2005                     | Chrysler Vikings Vienna       | Bergamo Lions                 | 29:6                     | Wien                     | Wiener Sportclub-Platz                | 4.200                    | Lance Gustafson (CVV)                    |
| XX                            | 2006                     | Dodge Vikings Vienna          | La Courneuve Flash            | 41:9                     | Wien                     | Stadion Hohe Warte                    | 6.000                    | Mike Latek                               |
| XXI                           | 2007                     | Dodge Vikings Vienna          | Marburg Mercenaries           | 70:19                    | Wien                     | Stadion Hohe Warte                    | 6.800                    | Josiah Cravalho                          |
| XXII                          | 2008                     | Swarco Raiders Tirol          | Raiffeisen Vikings Vienna     | 28:24                    | Innsbruck                | Tivoli-Neu                            | 5.600                    | Florian Grein                            |
| XXIII                         | 2009                     | Swarco Raiders Tirol          | La Courneuve Flash            | 30:19                    | Innsbruck                | Tivoli-Neu                            | 6.500                    | Florian Grein                            |
| XXIV                          | 2010                     | Berlin Adler                  | Raiffeisen Vikings Vienna     | 34:31                    | Wien                     | Stadion Hohe Warte                    | 5.500                    | Benjamin Scharweit                       |
| XXV                           | 2011                     | Swarco Raiders Tirol          | Berlin Adler                  | 27:12                    | Innsbruck                | Tivoli-Neu                            | 8.600                    | Florian Grein                            |
| XXVI                          | 2012                     | Calanda Broncos               | Raiffeisen Vikings Vienna     | 27:14                    | Vaduz                    | Rheinpark Stadion                     | 4.100                    | D.J. Wolfe                               |
| XXVII                         | 2013                     | Raiffeisen Vikings Vienna     | Swarco Raiders Tirol          | 37:14                    | Innsbruck                | Tivoli Stadion Tirol                  | 8.000                    | Christoph Gross                          |
| Big6 European Football League |                          |                               |                               |                          |                          |                                       |                          |                                          |
| XXVIII                        | 2014                     | Berlin Adler                  | New Yorker Lions Braunschweig | 20:17                    | Berlin                   | Friedrich-Ludwig-Jahn-Sportpark       | 2.368                    | Darius Outlaw                            |
| XXIX                          | 2015                     | New Yorker Lions Braunschweig | Schwäbisch Hall Unicorns      | 24:14                    | Braunschweig             | Eintracht-Stadion                     | 5.068                    | Casey Therriault (NYL)                   |
| XXX                           | 2016                     | New Yorker Lions Braunschweig | Swarco Raiders Tirol          | 35:21                    | Innsbruck                | Tivoli Stadion Tirol                  | 4.853                    | Niklas Römer (NYL)                       |
| XXXI                          | 2017                     | New Yorker Lions Braunschweig | Frankfurt Universe            | 55:14                    | Frankfurt                | Frankfurter Volksbank Stadion         | 7.694                    | Casey Therriault (NYL)                   |
| XXXII                         | 2018                     | New Yorker Lions Braunschweig | Frankfurt Universe            | 20:19                    | Frankfurt                | PSD Bank Arena                        | 3.122                    | Jadrian Clark (NYL)                      |
| ohne vorangehenden Wettbewerb |                          |                               |                               |                          |                          |                                       |                          |                                          |
| XXXIII                        | 2019                     | Potsdam Royals                | Amsterdam Crusaders           | 62:12                    | Potsdam                  | Stadion Luftschiffhafen               | 2.300                    | Paul Zimmermann (PR)                     |

### Rangliste der Eurobowl-Teilnehmer
| Rang | Team                          | Titel | Teilnahmen |
| ---- | ----------------------------- | ----- | ---------- |
| 1.   | New Yorker Lions Braunschweig | 6     | 8          |
| 2.   | Vienna Vikings                | 5     | 10         |
| 3.   | Bergamo Lions                 | 3     | 6          |
| 4.   | Hamburg Blue Devils           | 3     | 5          |
| 4.   | Swarco Raiders Tirol          | 3     | 5          |
| 6.   | Amsterdam Crusaders           | 2     | 6          |
| 7.   | Berlin Adler                  | 2     | 4          |
| 8.   | London Olympians              | 2     | 3          |
| 9.   | Legnano Frogs                 | 1     | 2          |
| 10.  | Potsdam Royals                | 1     | 1          |
| 10.  | Calanda Broncos               | 1     | 1          |
| 10.  | Düsseldorf Panther            | 1     | 1          |
| 10.  | Manchester Spartans           | 1     | 1          |
| 10.  | Helsinki Roosters             | 1     | 1          |
| 10.  | TAFT Vantaa                   | 1     | 1          |
| 16.  | La Courneuve Flash            | 0     | 3          |
| 17.  | Frankfurt Universe            | 0     | 2          |
| 18.  | Schwäbisch Hall Unicorns      | 0     | 1          |
| 18.  | Marburg Mercenaries           | 0     | 1          |
| 18.  | Bologna Phoenix               | 0     | 1          |
| 18.  | Aix-en-Provence Argonautes    | 0     | 1          |
| 18.  | Giaguari Torino               | 0     | 1          |
| 18.  | Bologna Doves                 | 0     | 1          |

Stand: 2019

### Rangliste nach Nationen
| Rang | Team                   | Titel | Teilnahmen |
| ---- | ---------------------- | ----- | ---------- |
| 1.   | Deutschland            | 13    | 23         |
| 2.   | Österreich             | 8     | 15         |
| 3.   | Italien                | 4     | 11         |
| 4.   | Vereinigtes Königreich | 3     | 4          |
| 5.   | Niederlande            | 2     | 6          |
| 6.   | Finnland               | 2     | 2          |
| 7.   | Schweiz                | 1     | 1          |
| 8.   | Frankreich             | 0     | 4          |

Stand: 2019